# Châteauneuf-Villevieille
Pour les articles homonymes, voir Châteauneuf.
Ne doit pas être confondu avec Château-Ville-Vieille.
Châteauneuf-Villevieille est une commune française située dans le département des Alpes-Maritimes en région Provence-Alpes-Côte d'Azur. Ses habitants sont appelés les Madonencs.
Jusqu'en 1911, la commune comprend les terroirs de Bendejun et de Cantaron.
Par le décret du 10 novembre 1961, Journal officiel du 15 décembre 1961 avec effet au 16 décembre 1961, Châteauneuf devient Châteauneuf-de-Contes. La nouvelle appellation rappelle que la commune fait partie du canton de Contes.
Par le décret du 5 août 1992, Journal officiel du 13 août 1992 avec effet au 1er septembre 1992, Châteauneuf-de-Contes devient Châteauneuf-Villevieille.

## Géographie
La commune est située dans l'arrière-pays niçois. Elle surplombe la vallée du Paillon, les communes de Tourrette-Levens et Contes. Le village actuel est situé en contrebas de l'ancien village médiéval, sur la route du col de Châteauneuf.

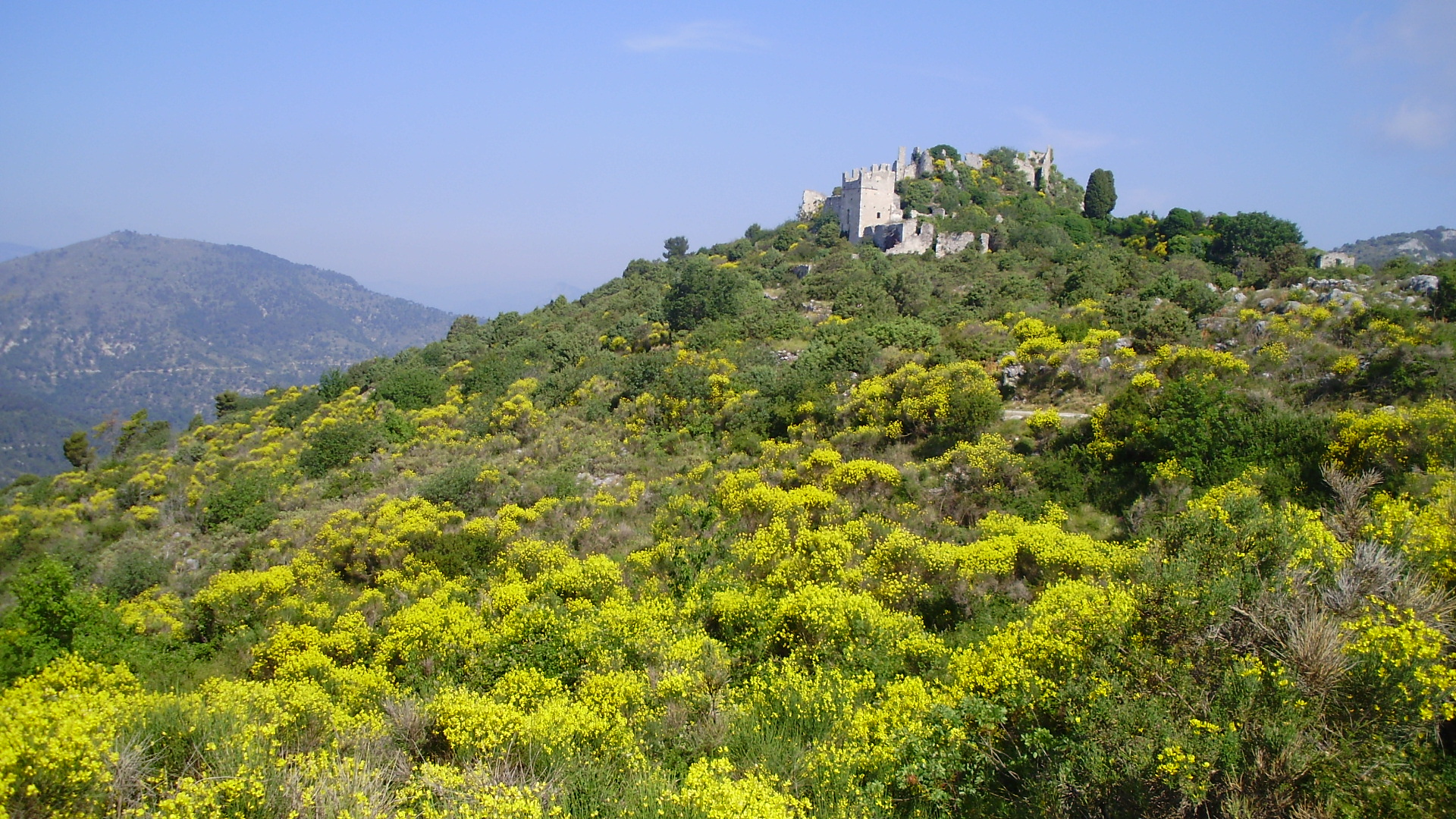
Ruines de Castel Nuovo, Mont Macaron.
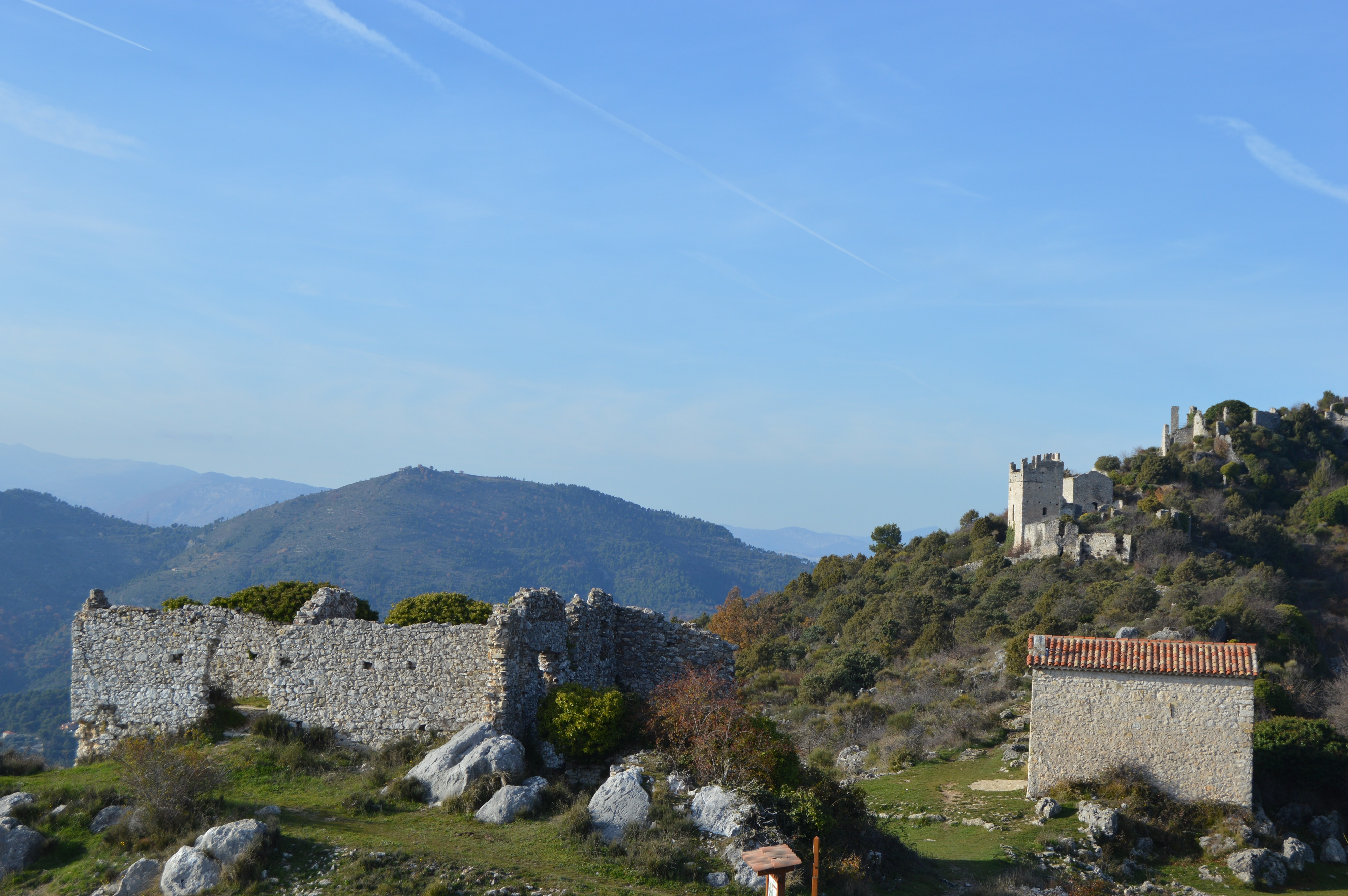
Tour pigeonnier, Castel Nuovo, Mont Macaron.
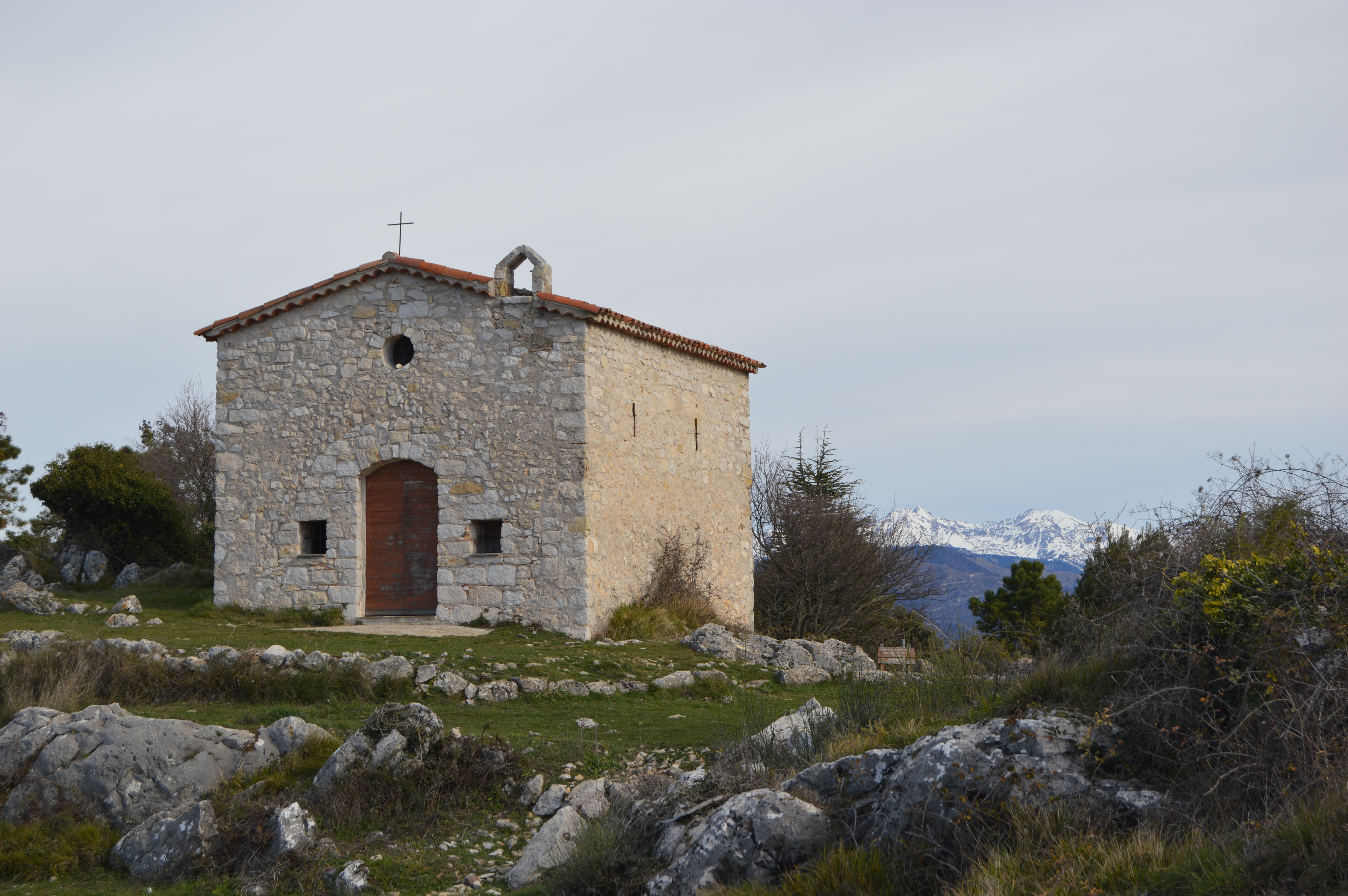
Chapelle Saint-Joseph, Castel Nuovo, Mont Macaron.

### Communes limitrophes
| Tourrette-Levens, Bendejun | Bendejun                 | Contes   |
| Tourrette-Levens           | Châteauneuf-Villevieille | Contes   |
| Tourrette-Levens           | Cantaron                 | Cantaron |

### Climat
Pour des articles plus généraux, voir Climat de Provence-Alpes-Côte d'Azur et Climat des Alpes-Maritimes.
En 2010, le climat de la commune est de type climat méditerranéen altéré, selon une étude du Centre national de la recherche scientifique s'appuyant sur une série de données couvrant la période 1971-2000. En 2020, Météo-France publie une typologie des climats de la France métropolitaine dans laquelle la commune est exposée à un climat méditerranéen et est dans la région climatique  Var, Alpes-Maritimes, caractérisée par une pluviométrie abondante en automne et en hiver (250 à 300 mm en automne), un très bon ensoleillement en été (fraction d’insolation > 75 %), un hiver doux (8 °C) et peu de brouillards. 
Pour la période 1971-2000, la température annuelle moyenne est de 14 °C, avec une amplitude thermique annuelle de 15 °C. Le cumul annuel moyen de précipitations est de 914 mm, avec 5,9 jours de précipitations en janvier et 3,3 jours en juillet. Pour la période 1991-2020, la température moyenne annuelle observée sur la station météorologique de Météo-France la plus proche, « Levens », sur la commune de Levens à 8 km à vol d'oiseau, est de 12,9 °C et le cumul annuel moyen de précipitations est de 982,1 mm. 
La température maximale relevée sur cette station est de 35,1 °C, atteinte le 28 juin 2019 ; la température minimale est de −7,8 °C, atteinte le 6 février 2012,,. 
Les paramètres climatiques de la commune ont été estimés pour le milieu du siècle (2041-2070) selon différents scénarios d'émission de gaz à effet de serre à partir des nouvelles projections climatiques de référence DRIAS-2020. Ils sont consultables sur un site dédié publié par Météo-France en novembre 2022.

## Urbanisme

### Typologie
Au 1er janvier 2024, Châteauneuf-Villevieille est catégorisée commune rurale à habitat dispersé, selon la nouvelle grille communale de densité à 7 niveaux définie par l'Insee en 2022.
Elle appartient à l'unité urbaine de Nice, une agglomération intra-départementale dont elle est une commune de la banlieue,. Par ailleurs la commune fait partie de l'aire d'attraction de Nice, dont elle est une commune de la couronne,. Cette aire, qui regroupe 100 communes, est catégorisée dans les aires de 200 000 à moins de 700 000 habitants,.

### Occupation des sols
L'occupation des sols de la commune, telle qu'elle ressort de la base de données européenne d’occupation biophysique des sols Corine Land Cover (CLC), est marquée par l'importance des forêts et milieux semi-naturels (82,5 % en 2018), en diminution par rapport à 1990 (85 %). La répartition détaillée en 2018 est la suivante : 
milieux à végétation arbustive et/ou herbacée (68,7 %), forêts (13,7 %), zones urbanisées (8,8 %), zones agricoles hétérogènes (8,7 %).
L'évolution de l’occupation des sols de la commune et de ses infrastructures peut être observée sur les différentes représentations cartographiques du territoire : la carte de Cassini (XVIIIe siècle), la carte d'état-major (1820-1866) et les cartes ou photos aériennes de l'IGN pour la période actuelle (1950 à aujourd'hui).

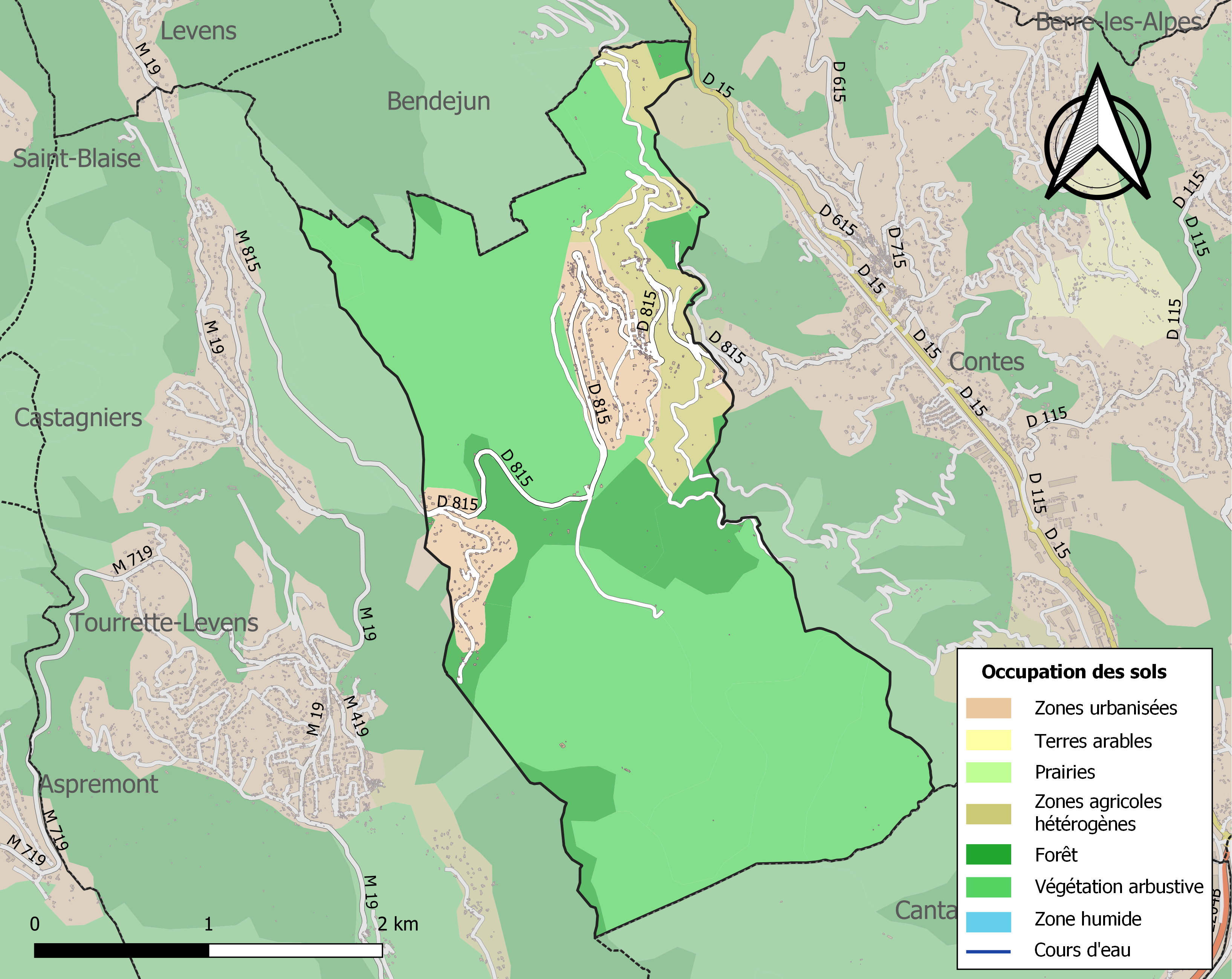
Carte de l'occupation des sols de la commune en 2018 (CLC).

## Histoire
Le village est fondé au Moyen Âge par des habitants de Contes qui cherchaient un site à l'abri de l'insécurité qui régnait à l'époque dans la vallée.
Jean de Revest (?-1347), chevalier, juge d'Avignon (1314), juge-mage du Piémont (1322), juge des appels du royaume de Sicile (1331), lieutenant du sénéchal (1340), fut coseigneur de Châteauneuf-de-Contes, originaire de Nice puis habitant d'Aix. Il était issu d'une famille installée à Nice depuis le dernier quart du XIIIe siècle, avec Rostang de Revest. En 1309-1310, il épousa Sybille Chabaud, dame de Châteauneuf, fille de noble Boniface Chabaud.

## Politique et administration

### Budget et fiscalité 2013

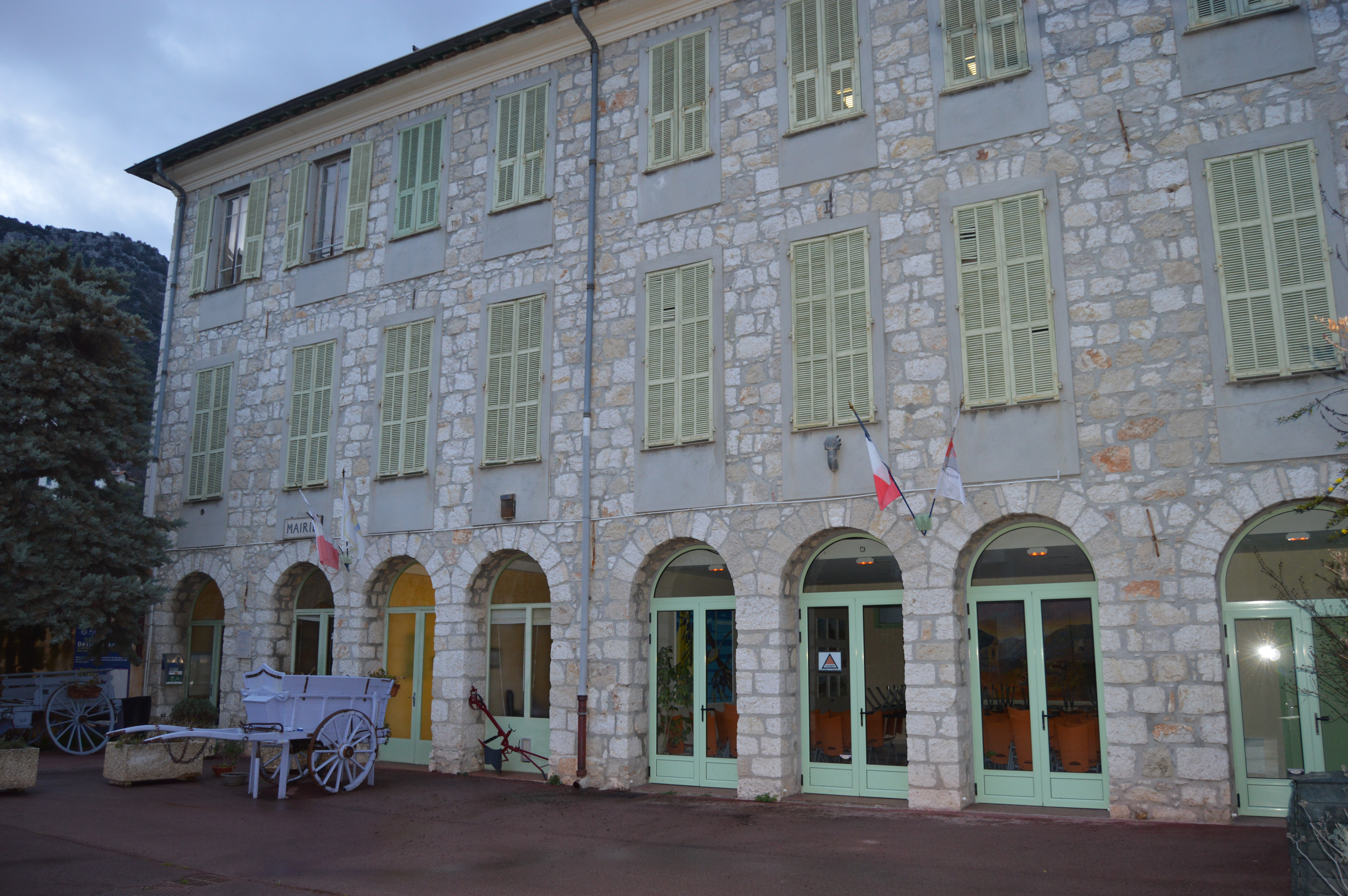
Bâtiment accueillant les bureaux de la mairie, 18 avenue de la Tour.

En 2013, le budget de la commune était constitué ainsi :
- total des produits de fonctionnement : 527 000 €, soit 302 € par habitant ;
- total des charges de fonctionnement : 428 000 €, soit 489 € par habitant ;
- total des ressources d'investissement : 188 000 €, soit 215 € par habitant ;
- total des emplois d'investissement : 116 000 €, soit 133 € par habitant ;
- endettement : 150 000 €, soit 171 € par habitant.

Avec les taux de fiscalité suivants :
- taxe d'habitation : 13,18 % ;
- taxe foncière sur les propriétés bâties : 8,80 % ;
- taxe foncière sur les propriétés non bâties : 14,90 % ;
- taxe additionnelle à la taxe foncière sur les propriétés non bâties : 0,00 % ;
- cotisation foncière des entreprises : 0,00 %.

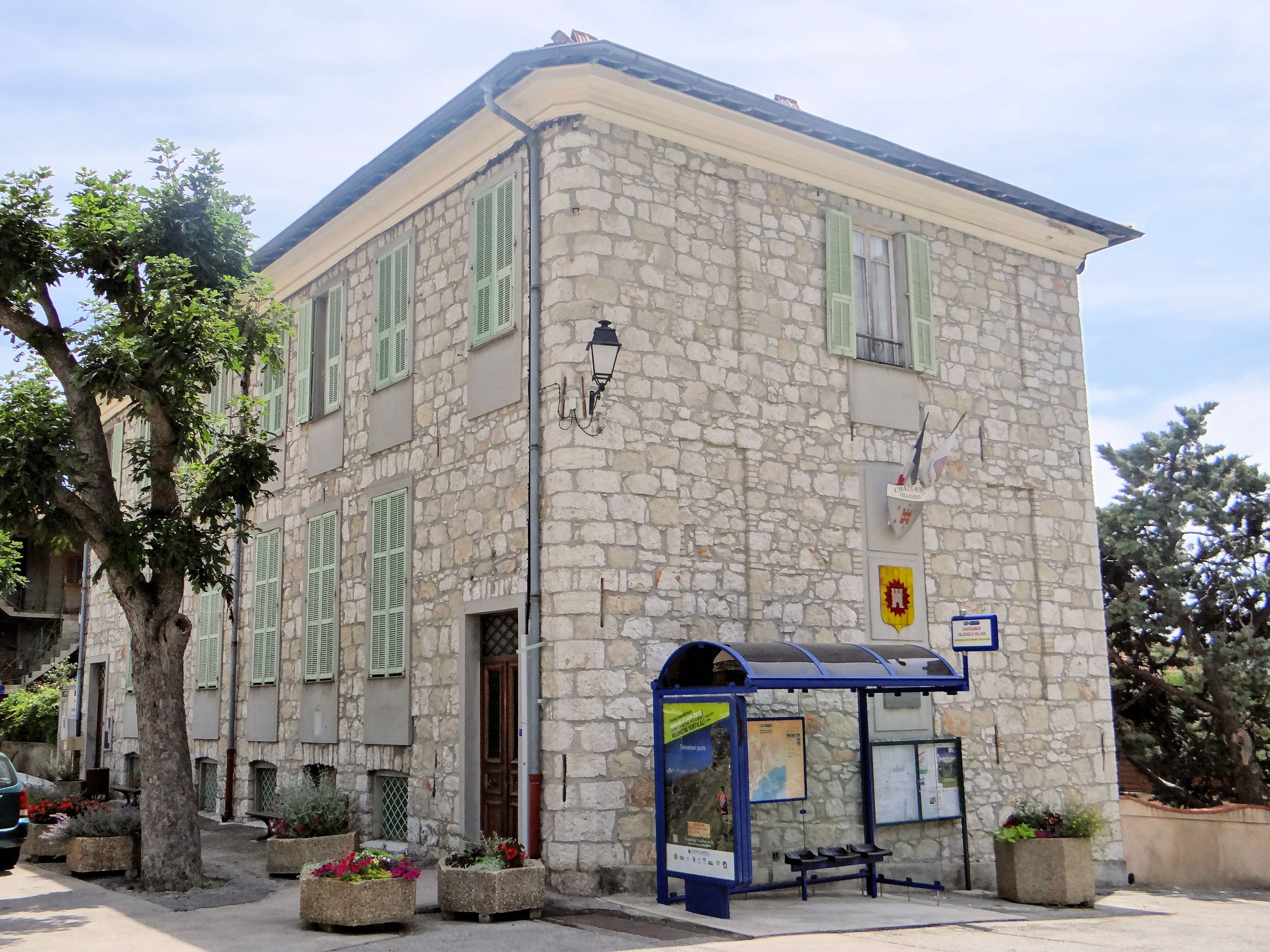
La mairie sur la place de la Madone.

| Période                                  | Période  | Identité           | Étiquette          | Qualité                                                                          |
| ---------------------------------------- | -------- | ------------------ | ------------------ | -------------------------------------------------------------------------------- |
| Les données manquantes sont à compléter. |          |                    |                    |                                                                                  |
| 1861                                     | 1870     | Antoine Dalbera    |                    |                                                                                  |
| 1871                                     | 1877     | Joseph Camous      |                    |                                                                                  |
| 1878                                     | 1884     | Félix Bermond      |                    |                                                                                  |
| 1884                                     | 1890     | Victor Dalbera     |                    |                                                                                  |
| 1890                                     | 1893     | Auguste Carrara    |                    |                                                                                  |
| 1893                                     | 1896     | Ludovic Bermond    |                    |                                                                                  |
| 1896                                     | 1904     | Jean Dalbera       |                    |                                                                                  |
| 1905                                     | 1911     | Baptistin Carrara  |                    |                                                                                  |
| 1911                                     | 1919     | Louis Camous       |                    |                                                                                  |
| 1919                                     | 1925     | Antoine Mari       |                    |                                                                                  |
| 1925                                     | 1929     | Louis Camous       |                    |                                                                                  |
| 1929                                     | 1933     | Georges Camous     |                    |                                                                                  |
| 1933                                     | 1946     | Léon Brocard       |                    |                                                                                  |
| 1947                                     | 1967     | Jean-Marie Bermond |                    |                                                                                  |
| 1967                                     | 1989     | Aimé Bermond       |                    |                                                                                  |
| 1989                                     | 1999     | Michel Carlin      | DVD                |                                                                                  |
| 1999                                     | En cours | Edmond Mari        | [[Sans Etiquette)] | Cadre supérieur Président de la Communauté de Communes : Démission en Avril 2018 |

## Démographie
L'évolution du nombre d'habitants est connue à travers les recensements de la population effectués dans la commune depuis 1793. Pour les communes de moins de 10 000 habitants, une enquête de recensement portant sur toute la population est réalisée tous les cinq ans, les populations de référence des années intermédiaires étant quant à elles estimées par interpolation ou extrapolation. Pour la commune, le premier recensement exhaustif entrant dans le cadre du nouveau dispositif a été réalisé en 2006.

En 2022, la commune comptait 985 habitants, en évolution de +6,83 % par rapport à 2016 (Alpes-Maritimes : +2,85 %, France hors Mayotte : +2,11 %).
| 1793 | 1800 | 1806  | 1822  | 1838  | 1848  | 1858  | 1861  | 1866  |
| ---- | ---- | ----- | ----- | ----- | ----- | ----- | ----- | ----- |
| 966  | 853  | 1 021 | 1 073 | 1 249 | 1 340 | 1 383 | 1 298 | 1 252 |

| 1872  | 1876  | 1881  | 1886  | 1891  | 1896  | 1901  | 1906  | 1911 |
| ----- | ----- | ----- | ----- | ----- | ----- | ----- | ----- | ---- |
| 1 244 | 1 321 | 1 221 | 1 211 | 1 161 | 1 174 | 1 150 | 1 167 | 351  |

| 1921 | 1926 | 1931 | 1936 | 1946 | 1954 | 1962 | 1968 | 1975 |
| ---- | ---- | ---- | ---- | ---- | ---- | ---- | ---- | ---- |
| 286  | 249  | 222  | 221  | 214  | 177  | 206  | 225  | 260  |

| 1982 | 1990 | 1999 | 2006 | 2011 | 2016 | 2021 | 2022 | - |
| ---- | ---- | ---- | ---- | ---- | ---- | ---- | ---- | - |
| 402  | 571  | 684  | 822  | 891  | 922  | 971  | 985  | - |

## Lieux et monuments
- Ruines de l'ancien village médiéval.
- Église paroissiale Sainte-Marie dite la Madone de Villevieille[21],[22],[23].
- Chapelle Saint Joseph.
- Four à pain.
- Site des Fournas[24].
- Graffitis de la grotte 38  B[25].

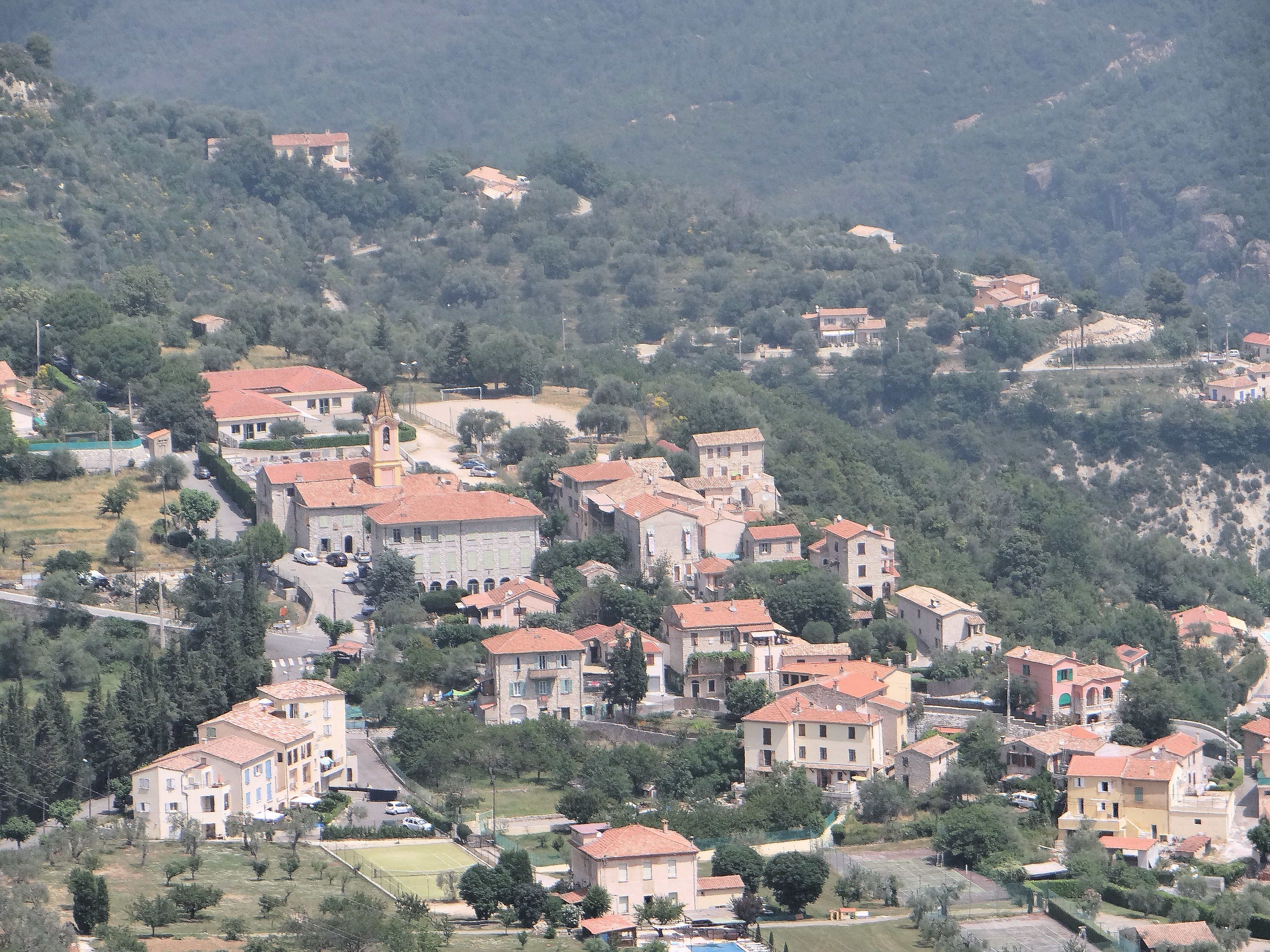
Le village vu du col.
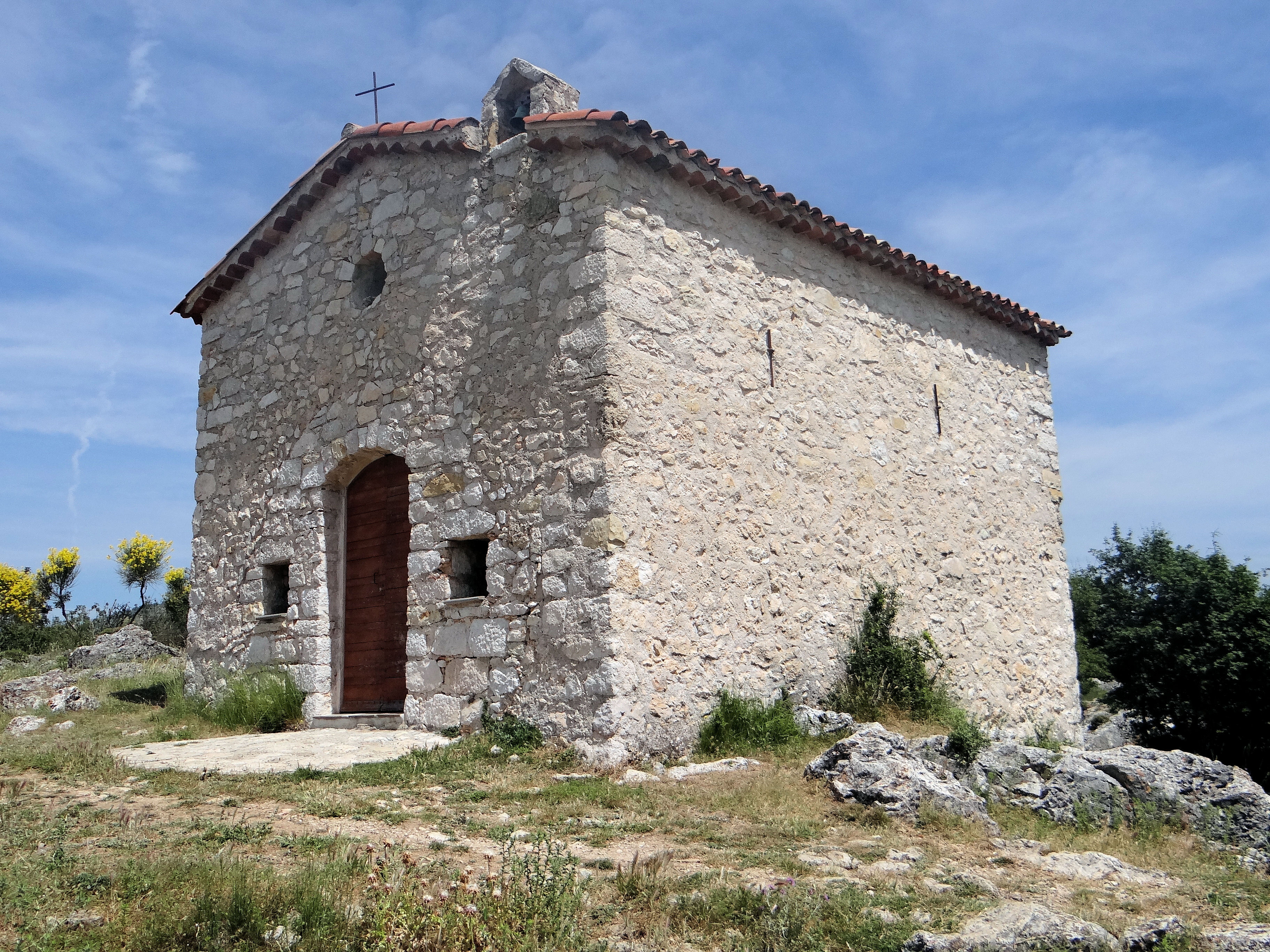
La chapelle Saint-Joseph.
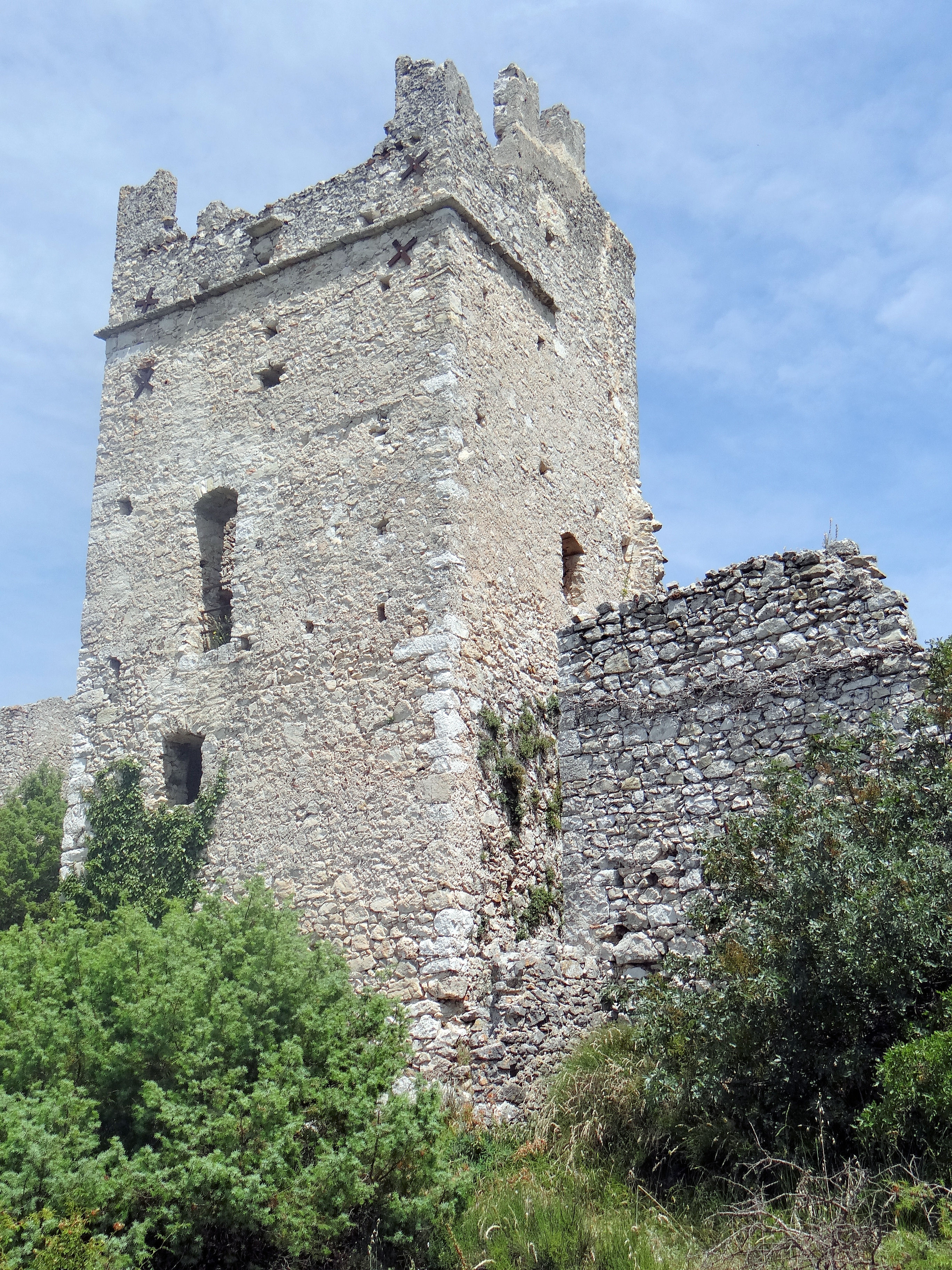
Ruines du vieux village.
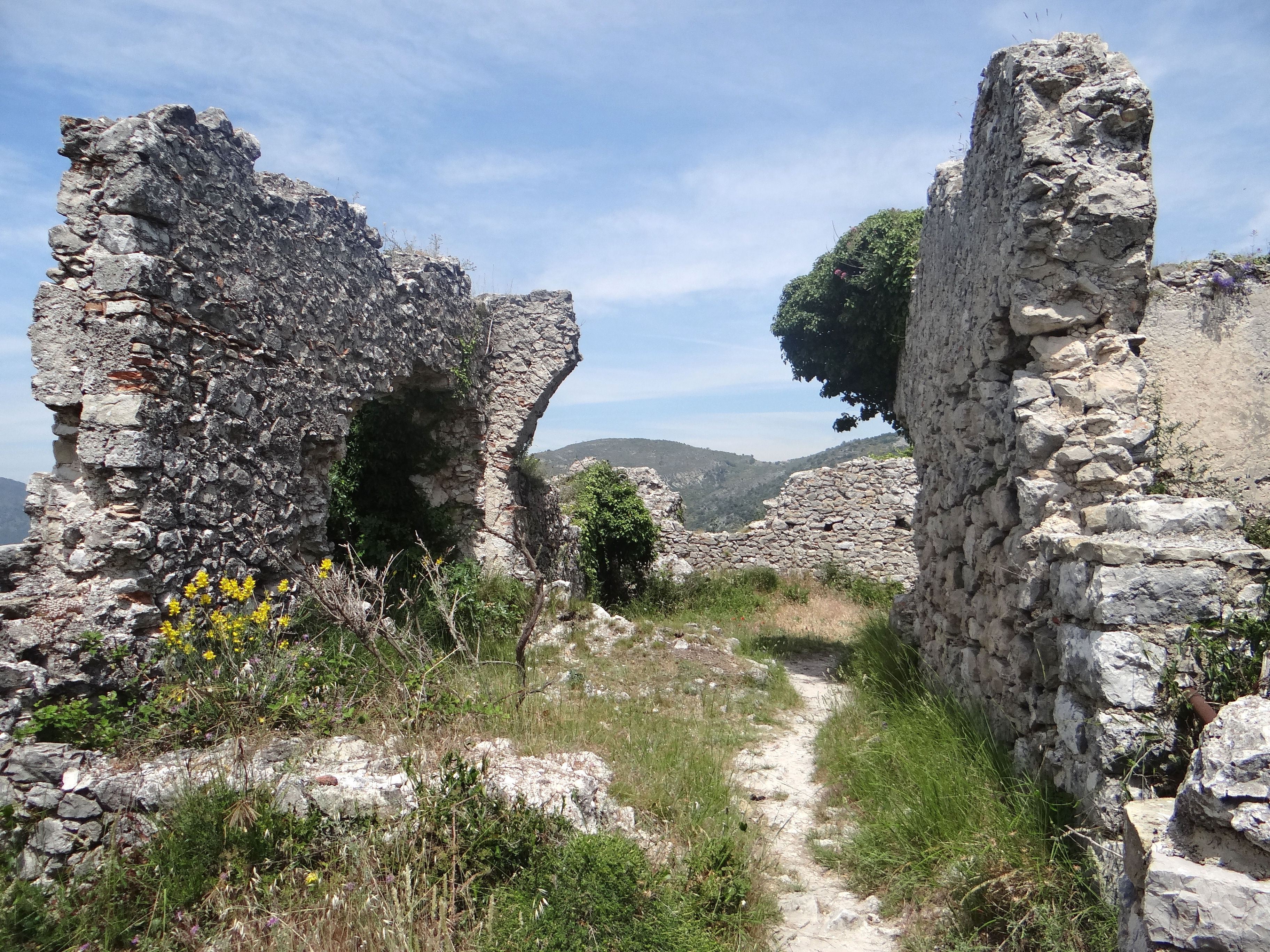
Ruines du vieux village.
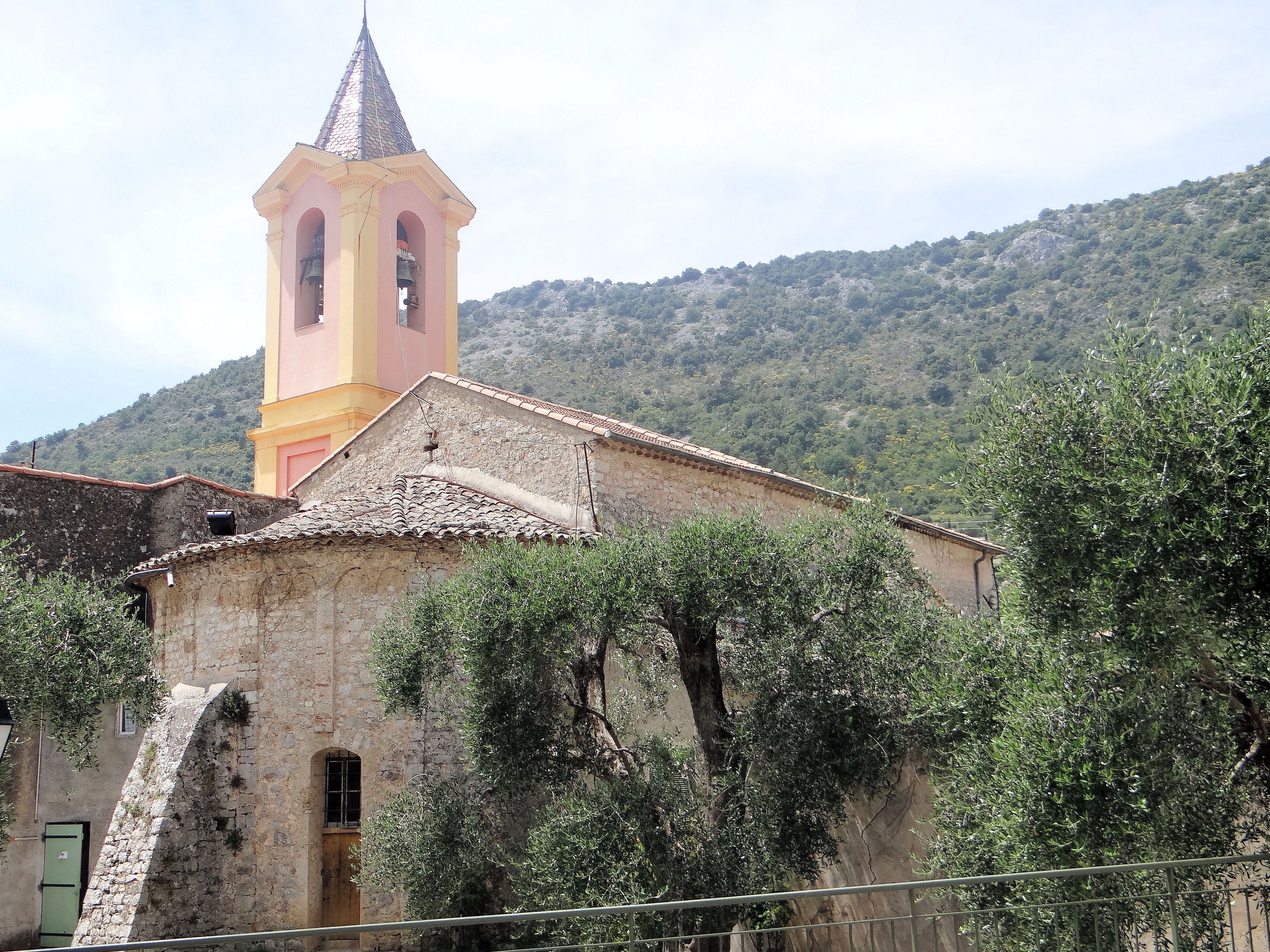
Église Sainte-Marie.
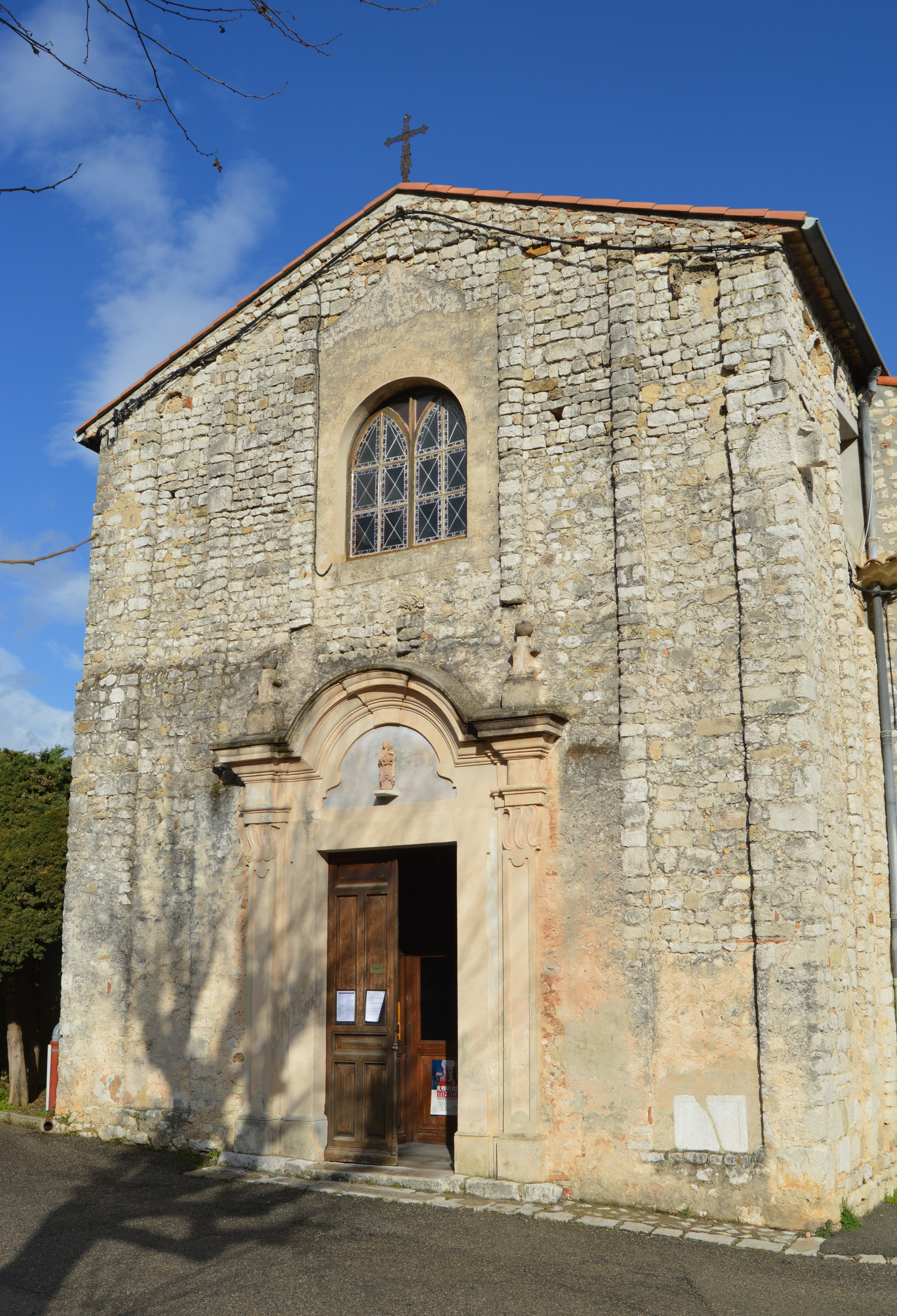
Église Sainte-Marie.

- Le territoire de la commune conserve nombre d'anciens aménagements agricoles en pierre sèche (tas d'épierrement, restanques, escaliers, calades, etc.). Ils ont fait l'objet d'une brochure éditée par la Mairie en 2013 [26].

## Héraldique
| Blason de Châteauneuf-Villevieille | Blason  | D’argent au château donjonné de gueules, accompagné de six fleurs de lys du même ordonnées en orle. |
| Blason de Châteauneuf-Villevieille | Détails | Le statut officiel du blason reste à déterminer.                                                    |